# Cephaloscyllium fasciatum
Cephaloscyllium fasciatum és una espècie de peix de la família dels esciliorrínids i de l'ordre dels carcariniformes.

## Morfologia
- Els mascles poden assolir 42 cm de longitud total.[4][5]

## Hàbitat
És un peix marí d'aigües profundes i associat als esculls de corall que viu entre 205-450 m de fondària.

## Distribució geogràfica
Es troba des de Hainan (Xina) fins al nord-oest d'Austràlia.